# Famille Capòcci
Pour les articles homonymes, voir Capocci.
La famille Capòcci (Capocci, Capoccio) est une famille noble romaine dont le nom est attesté dès le XIe siècle.

## Personnalités
Parmi ses membres, on compte :
- Giovanni Capòcci, sénateur de Rome en 1194-1196 ;
- Jacopo Capoccio, sénateur de Rome en 1254-1255 avec comme collègue Buonconte di Monaldo dei Monaldeschi[2] ;
- Raniero Capocci (-1250), cardinal ;
- Pietro Capocci (-1259), cardinal ;
- Angelo Capòcci, gibelin, capitaine du peuple de Rome en 1267 ;
- Niccolò Capocci (-1368), cardinal ;
- Giovanni Capòcci, humaniste au XVe siècle, membre de l’Accademia romana de Giulio Pomponio Leto[1];
- Giovanni Capoccio (-1522), condottiere, participa à la bataille de Ravenne (11 avril 1512), au cours de laquelle il commanda deux mille fantassins pontificaux et fut fait prisonnier[3].